# 1875年の憲法的法律

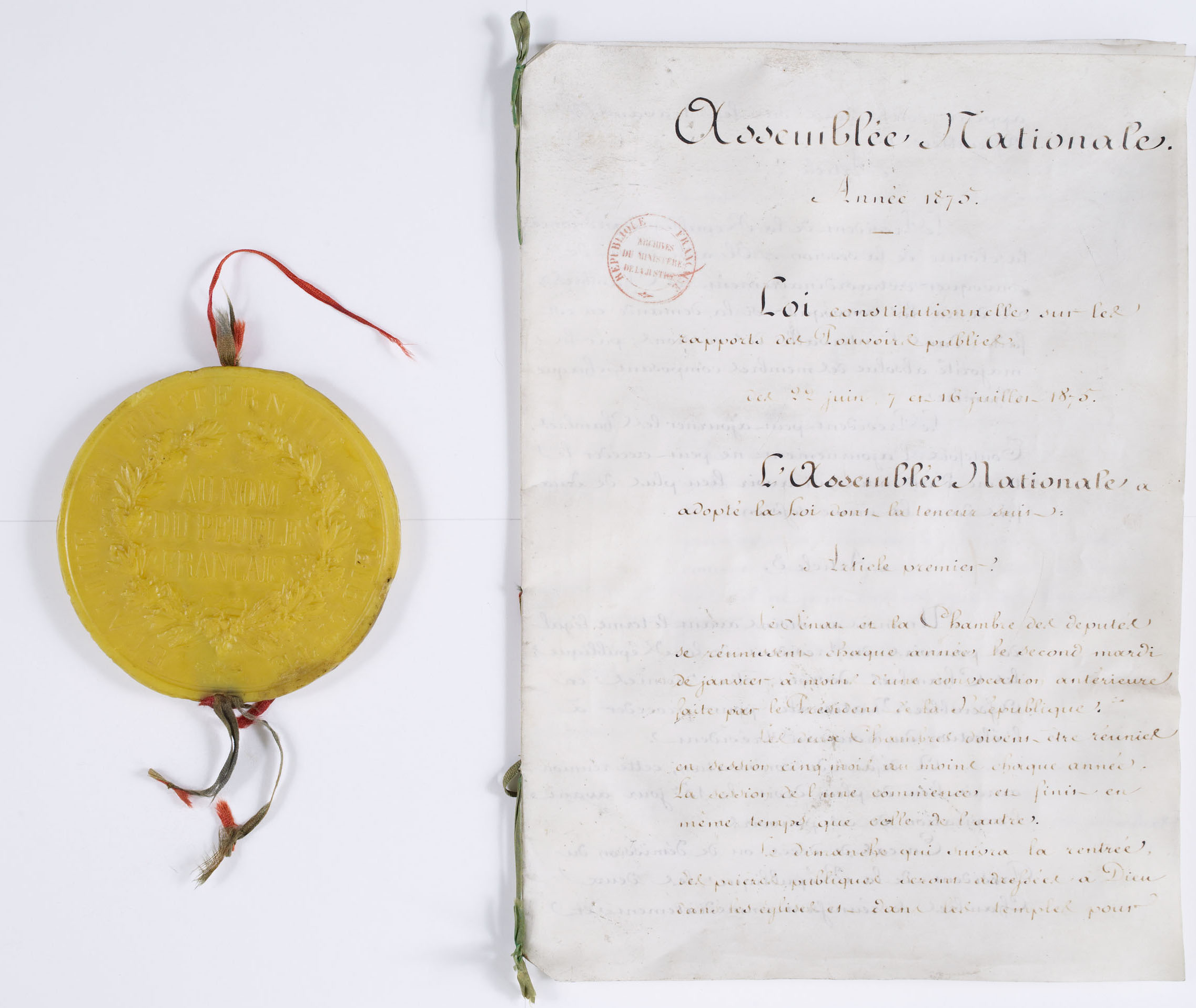
1875年7月16日の憲法的法律の原本と印章

1875年の憲法的法律（フランス語: Lois constitutionnelles de 1875）は、1875年2月から7月にかけてフランス国民議会で可決され、フランス第三共和政を確立した3つの憲法的法律である。

## 解説
全部で3つの法律が共和政体を規律した。
- 元老院の組織に関する1875年2月24日の憲法的法律
- 公権力の組織に関する1875年2月25日の憲法的法律
- 公権力の関係に関する1875年7月16日の憲法的法律

これらの3つの法律は後に若干修正された。これらは正式な憲法典の形を取らずにフランスの共和政体を規律した最初で最後の法規範であるが、単に「1875年憲法（Constitution de 1875）」と呼びならわされている。
これらは、法理上は1946年10月27日憲法（第四共和政憲法）の公布まで存続したが、事実上は1940年7月10日から第四共和政憲法の公布まで施行が停止された。
1945年11月2日の憲法的法律はフランス共和国臨時政府を規律し、第四共和政憲法の施行までの間、1875年の憲法的法律の効力を維持した。